# Rüdiger Noack
Rüdiger Noack (* 30. November 1944 in Weißwasser) ist ein ehemaliger DDR-Eishockeyspieler, -trainer und -funktionär.

## Karriere
Von 1961 bis 1977 errang der Stürmer mit Dynamo Weißwasser 12 DDR-Meistertitel. Für die DDR absolvierte er 241 Länderspiele und nahm an zwölf Weltmeisterschaften, davon sieben A-Turniere und fünf B-Turniere sowie den Olympischen Winterspielen in Grenoble teil. Bei der Eishockey-Europameisterschaft 1966 gewann er die Bronze-Medaille.
Nach dem Ende seiner Spielerlaufbahn übernahm er den Trainerposten bei Dynamo Weißwasser und errang weitere drei Meistertitel. Von 1977 bis 1982 war er Trainerassistent des DDR-Nationalkaders und übernahm kurz vor der Wende das Amt des DDR-Staatstrainers.
Zur Saison 1990/91 übernahm er den Vorsitz von Dynamo Weißwasser. Nach einem Jahr als Manager beim SV Bayreuth wechselte er zum Krefelder EV und war dort zunächst sportlicher Leiter des KEV-Nachwuchses. Von 1995 bis 2001 übernahm er die sportliche Leitung und das Management der Krefeld Pinguine.
Rüdiger Noack war bis 2009 bei der Stadt Krefeld beschäftigt und für den Krefelder Schulsport zuständig.